# 詩語法
『詩語法』（しごほう、Skáldskaparmál）は、スノッリ・ストゥルルソンの『散文のエッダ』の第二部である。『詩人の言葉』（しじんのことば）とも呼ばれており、約50,000語から成る。
これは事実上、北欧神話に登場する海の神エーギルと詩の神ブラギの間で交わされる北欧神話と詩の種類について関連する会話であり、数多くのケニングの由来が挙げられている。ブラギは、様々な人や場所、事物について、体系的なケニングのリスト(en)を列挙している。さらに詩的な言い回しについて、特にヘイティ(heiti)と呼ばれる回りくどさのない詩的な語（例えば「馬」に対する「乗用馬」）の概念について詳細な議論を続け、これらについても体系化している。
ある意味『詩語法』は詩的表現の類義語辞典の初期形態であるといえる。